# A.B.C.D.T.O.P.O.L.
A.B.C.D.T.O.P.O.L. je český celovečerní film natočený v letech 1999–2002 režisérem Filipem Remundou.

## Osoby a obsazení
| Jáchym Topol   | sebe sama |
| Viktor Stoilov | sebe sama |
| Filip Topol    | sebe sama |